# John James Rickard Macleod
John James Rickard Macleod (Clunie, 6 settembre 1876 – Aberdeen, 16 marzo 1935) è stato un medico britannico, che vinse il premio Nobel per la medicina nel 1923.

## Biografia
Nel 1898 si laureò all'Università di Aberdeen e subito dopo andò a lavorare per un anno all'Università di Lipsia. Nel 1902 fu nominato docente di biochimica alla London Hospital Medical School.  Nel 1903 fu nominato professore di psicologia alla Western Reserve University a Cleveland (Ohio). Nel 1918 fu eletto professore di fisiologia all'Università di Toronto (Canada).
Il principale contributo di Macleod fu la scoperta insieme a Frederick Banting e Charles Herbert Best dell'insulina usata per combattere il diabete. Per tale scoperta infatti gli fu attribuito, insieme a Banting, il premio Nobel per la medicina nel 1923. Riconoscimento contestato dallo scienziato rumeno Nicolae Constantin Paulescu, secondo il quale era stato il primo ricercatore a pubblicare trattati scientifici sull'utilizzo dell'insulina.
Scrisse diversi libri tra cui, Recenti approcci nella psicologia (1905); Diabete: la sua patologia psicologica (1925); e Metabolismo carboidrato ed insulina (1926).